# ناتالی لوبلا
ناتالی لوبلا (انگلیسی: Natalie Lobela؛ زادهٔ ۲ اوت ۱۹۷۳) بازیکن زن بسکتبال اهل جمهوری دموکراتیک کنگو بود. وی در بازی‌های المپیک تابستانی ۱۹۹۶ شرکت کرده‌است.